# ماكفيرسن روبرتسون
ماكفيرسن روبرتسون (بالإنجليزية: Macpherson Robertson)‏ هو شخصية أعمال أسترالي، ولد في 6 سبتمبر 1859 في بالارات في أستراليا، وتوفي في 20 أغسطس 1945.